# Прогресс МС-26
«Прогресс МС-26» (№ 456) — космический транспортный грузовой корабль серии «Прогресс», запуск которого состоялся 15 февраля 2024 года со стартового комплекса «Восток» (Площадка 31) космодрома Байконур по программе 87-й миссии снабжения Международной космической станции. Это 179-й полёт космического корабля серии «Прогресс» (из них 90 — к МКС).

## Подготовка к запуску
16 мая 2023 года, после проведения в РКК «Энергия» заводских контрольных испытаний бортовых систем, служебного оборудования и аппаратуры ТГК «Прогресс МС-25» был отправлен железнодорожным транспортом на Байконур.
19 мая 2023 года корабль был доставлен на технический комплекс космодрома Байконур в монтажно-испытательный корпус 254-й площадки для проведения штатной подготовки в соответствии с программой полёта Международной космической станции. После осмотра ТГК был переведён в режим хранения до начала непосредственной подготовки к запуску.
11 сентября 2023 года на Байконур были доставлены составные части ракеты-носителя «Союз-2.1а», предназначенной для запуска грузового корабля «Прогресс МС-26». Блоки ракеты перевели в режим хранения до начала непосредственной подготовки к пуску.
С 18 по 23 декабря в монтажно-испытательном корпусе 254-й площадки космодрома Байконур проведены испытания на герметичность грузового корабля «Прогресс МС-26» в вакуумной камере. 23 января 2024 года состоялась плановая операция контрольной засветки солнечных батарей системы бортового электропитания корабля. С 1 по 3 февраля проведены работы по заправке корабля компонентами топлива и сжатыми газами. 7 февраля корабль был состыковали с переходным отсеком. 10 февраля проведена общая сборка ракеты космического назначения «Союз-2.1а» с грузовым кораблем «Прогресс МС-26». 12 февраля РКН «Союз-2.1а» с грузовым кораблем «Прогресс МС-26» вывезли на стартовый комплекс Байконура .

## Полёт
15 февраля 2024 года в 06:25:05,527 по московскому времени с 31-й площадки космодрома Байконур проведён пуск ракеты-носителя «Союз-2.1а» с грузовым кораблем «Прогресс МС-26». Выведение корабля на заданную орбиту, его отделение от третьей ступени ракеты, раскрытие антенн и панелей солнечных батарей корабля выполнены в штатном режиме. 17 февраля в 09:06:13 мск грузовой корабль в автоматическом режиме пристыковался к служебному модулю «Звезда» российского сегмента Международной космической станции.
24 февраля и 14 марта 2024 года двигателями корабля «Прогресс МС-26» была скорректирована орбита Международной космической станции для обеспечения запуска пилотируемого корабля «Союз МС-25» и приземления «Союз МС-24». 26 апреля 2024 года двигателями ТГК «Прогресс МС-26» скорректирована орбита МКС для поддержания высотной стратегии. 15 и 30 июня, 31 июля двигателями грузовика была скорректирована орбита МКС для обеспечения запуска пилотируемого корабля «Союз МС-26» и приземления «Союза МС-25», запланированных в сентябре 2024 года.
13 августа 2024 в 05:00 мск грузовой корабль «Прогресс МС-26» отстыковался от служебного модуля «Звезда» российского сегмента Международной космической станции, в 08:09 мск было произведено включение двигателя корабля на торможение для сведения с орбиты, в результате чего корабль вошёл в плотные слои атмосферы и разрушился. Несгоревшие элементы конструкции корабля упали в несудоходном районе южной части Тихого океана.

## Груз
Масса доставляемого груза составила 2518 кг, включая:
- 580 кг топлива в баках дозаправки,
- 420 кг питьевой воды,
- 40 кг сжатого азота
- 1 478 кг аппаратуры и оборудования для систем станции, укладок для научных экспериментов, одежды, питания, медицинских и санитарно-гигиенических средств для экипажей 70-й и 71-й длительных экспедиций[9].

Корабль доставил на МКС расходные материалы для нового научного эксперимента «Фуллерен» по выращиванию в многозонной электровакуумной печи МЭП-01 в многоцелевом лабораторном модуле «Наука» кристаллов фуллерита — третьей кристаллической формы углерода, представляющей новый класс полупроводников. Для нового научного эксперимента «Перспектива-КМ» на корабле отправили трансформируемую космическую конструкцию из полимерных композиционных материалов с эффектом памяти формы, которую планируют установить на малом исследовательском модуле «Поиск» во время будущего выхода космонавтов в открытый космос для её развертывания и испытаний. «Прогресс МС-26» доставили аппаратуру для нового научного эксперимента «Орбита-МГ» предназначенного для отработки технологий неразрушающего контроля технического состояния герметичных оболочек пилотируемых космических объектов длительной эксплуатации, а также оборудование для экспериментов «БТН-Нейтрон», «Вектор-Т», «Кардиовектор», «Коррекция», «Нейроиммунитет».